# التعاطي الاستجمامي لعقار ديكستروميثورفان

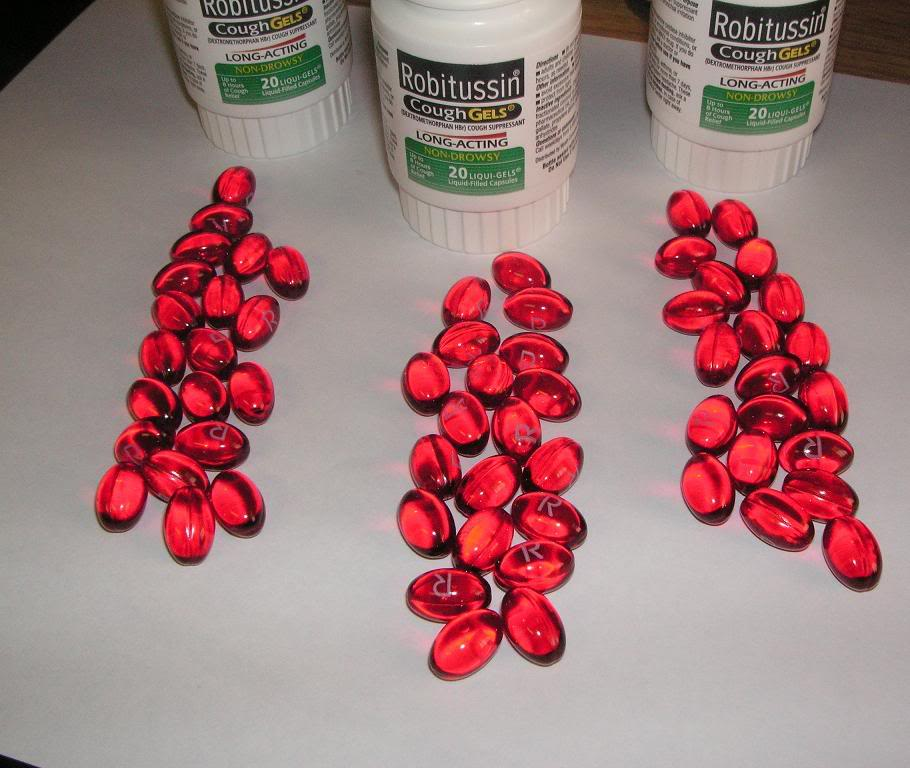
دواء للسعال يحتوى على ديكستروميثورفان.

ديكستروميثورفان، أو «دي إكس إم»، هو مكون فعال شائع في كثير من الأدوية المثبطة للسعال المتوفرة دون الحاجة إلى وصفة طبية، ويُستخدم كعقار استجمامي ومركب إنثيوجين نظرًا إلى تأثيراته المسببة للتفارق. لا يسبب الديكستروميثورفان أي آثار نفسية المفعول تقريبًا عند تعاطيه وفقًا للجرعات الموصى بها طبيًا. مع ذلك، يمتلك ديكستروميثورفان خصائص قوية مسببة للتفارق عند تعاطيه في جرعات أعلى بكثير من تلك الموصوفة لأغراض علاجية بهدف تثبيط السعال. من الممكن الإشارة إلى التعاطي الاستجمامي لعقار ديكستروميثورفان في بعض الأحيان باللغة العامية باسم «روبو تريبينغ» (رحلة روبو)، الذي يُشتق من اسم العلامة التجارية روبيتوسين، أو باسم «تريبيل سيس» (ثلاثي سي)، الذي يُشتق من اسم العلامة التجارية كوريسيدين التي تحمل أقراصها العلامة «سي سي + سي» إشارة إلى «كوريسيدين كوف أند كولد» (أي كوريسيدين سعال وبرد). مع ذلك، تفرض هذه العلامة التجارية خطرًا إضافيًا عند استخدامها بجرعات استجمامية نظرًا إلى احتوائها على الكلورفينيرامين.
في تركيباته المتاحة دون وصفة طبية، غالبًا ما يكون ديكستروميثورفان ممزوجًا مع الأسيتامينوفين (باراسيتامول، «إيه بّي إيه بّي») من أجل تخفيف الألم؛ مع ذلك، ينبغي على المتعاطي غالبًا تجاوز الجرعة العلاجية اليومية العظمى التي تبلغ 4000 ملغ من أجل الحصول على تأثيرات ديكستروميثورفان المسببة للتفارق، الأمر القادر على إحداث فشل كبدي حاد أو مزمن، ما يجعل إساءة استخدام المنتجات المحتوية على ديكستروميثورفان وباراسيتامول معًا والتساهل معها من الأمور القاتلة.
وصفت مقالة منشورة على الإنترنت للمرة الأولى في عام 2005 بعنوان «الأسئلة الشائعة حول ديكستروميثورفان» التعاطي الاستجمامي المحتمل لهذا العقار، وصنفت تأثيراته بما يُسمى «الهضبة».
نظرًا إلى تعاطيه الاستجمامي، لجأ العديد من تجار التجزئة في الولايات المتحدة إلى نقل المنتجات المحتوية على الديكستروميثورفان إلى فئة العقاقير خلف الطاولة التي يجب على الفرد البالغ 18 عام على الأقل (19 عام في نيويورك وألاباما و21 في مسيسيبي) طلب شرائها من الصيدلي. يقدم بعض تجار التجزئة أيضًا توصيات مطبوعة بشأن احتمالية إساءة الاستخدام عند شراء المنتجات المحتوية على الديكستروميثورفان.

## المخاطر المتعلقة باستخدامه
لم يظهر أي تأثير مشكل للفجوات لدى الحيوانات، ما يُعرف باسم آفات أولني، على الرغم من التكهنات المبكرة بقدرته على إحداث ذلك نظرًا إلى أوجه التشابه مع الكيتامين. لدى الجرذان، لم يؤد إعطاء الديكستروميثورفان فمويًا إلى تشكل الفجوات في الفحوصات المخبرية. مع ذلك، تبين أن التعاطي الفموي للديكستروميثورفان بشكل متكرر خلال مرحلة المراهقة قادر على إضعاف التعلم لدى تلك الجرذان في مرحلة ما بعد البلوغ. على الرغم من ذلك، لا يوجد أي إثبات أو نفي متعلق بحدوث آفات أولني لدى الإنسان. عمل ويليام إي. وايت، مؤلف «الأسئلة الشائعة حول الديكستروميثورفان»، على تجميع الأبحاث غير الرسمية العائدة إلى مراسلات الأفراد المتعاطين لعقار الديكستروميثورفان مشيرًا إلى قدرة إساءة الاستخدام الشديدة على إحداث حالات عجز متنوعة بالاعتماد على مناطق الدماغ المصابة بآفات أولني؛ يشمل هذا كلًا من فقدان الذاكرة العرضية، وتدهور القدرة على التعلم، والشذوذات في بعض الجوانب البصرية وحالات العجز في الاستيعاب اللغوي المجرد. مع ذلك، تراجع وايت في عام 2004 عن مقاله الذي قدّم فيه هذه الادعاءات.
أظهر استبيان رسمي لمتعاطي الديكستروميثورفان اختبار أكثر من النصف أعراض الانسحاب بشكل فردي في الأسبوع الأول بعد تعاطي الديكستروميثورفان الإدماني / طويل الأمد: الإنهاك، واللامبالاة، واستعادة لحظات الماضي والإمساك. أبلغ ما يتجاوز ربع هؤلاء الأفراد أيضًا عن الأرق، والكوابيس، وانعدام التلذذ، وضعف الذاكرة، وعجز الانتباه وانخفاض الرغبة الجنسية. شملت الآثار الجانبية الأكثر ندرة نوبات الهلع، وضعف القدرة على التعلم، والرعشة، واليرقان، والشرى (خلايا النحل) والألم العضلي. لم يظهر الاستخدام الطبي للديكستروميثورفان أيًا من المشاكل المذكورة أعلاه.
تترافق إساءة استخدام أدوية البرد متعددة الأعراض، عوضًا عن استخدام مثبط السعال الذي يحتوي الديكستروميثورفان كمكون فعال وحيد، مع خطر كبير للوفاة أو الإصابة بمرض خطير. تحتوي أدوية البرد متعددة الأعراض على مكونات فعالة أخرى، مثل الباراسيتامول (الأسيتامينوفين)، والكلورفينيرامين والفينيليفرين، التي يمكن لكل منها إحداث ضرر جسدي دائم مثل الفشل الكلوي، أو حتى الموت، في حال تعاطيها وفقًا لمقاييس الديكستروميثورفان الاستجمامية المقبولة بشكل عام. يمتلك السوربيتول بدوره، أحد المحليات الاصطناعية الموجودة في العديد من أنواع شراب السعال المحتوية على الديكستروميثورفان، تأثيرات جانبية سلبية، بما في ذلك الإسهال والغثيان عند تعاطيه وفقًا لجرعات الديكستروميثورفان الاستجمامية. قد يتسبب الغايفينيسين أيضًا، أحد المقشعات المرافقة بشكل شائع للديكستروميثورفان في تركيبات السعال الدوائية، في أعراض غير مستحبة بما في ذلك التقيؤ، والغثيان، وحصى الكلية والصداع.
قد يؤدي الجمع بين الديكستروميثورفان وغيره من المواد الأخرى إلى تفاقم المخاطر المحتملة. قد تسبب منبهات الجهاز العصبي المركزي (سي إن إس) مثل الأمفيتامين و/أو الكوكايين ارتفاعًا خطرًا في ضغط الدم ومعدل ضربات القلب. تؤدي مثبطات الجهاز العصبي المركزي مثل الإيثانول (تعاطي الكحول) بدورها إلى تأثير تثبيطي مشترك، ما من شأنه إحداث انخفاض في معدل التنفس. قد يسبب الجمع بين الديكستروميثورفان وغيره من ركائز «سي واي بّي 2 دي 6» إلى ارتفاع مستوى العقارين على حد سواء ليصلا مستويات خطرة في مجرى الدم. قد يؤدي الجمع بين الديكستروميثورفان وغيره من العقاقير سيروتونية الفعل الأخرى إلى تطور السمية السيروتونية، التي تمثل فرط نشاط سيروتوني الفعل في الجهاز العصبي المركزي والجهاز العصبي المحيطي.